# ジョナス・マルコフスキ
マルコフスキこと、マルコフスキ・ジョナス・ジョン（Markovski Jonas John、1999年3月17日 - ）は、オーストラリア出身のプロサッカー選手。ポジションはフォワード（FW）。
父のジョン・マルコフスキも元オーストラリア代表のサッカー選手。

## 略歴
オーストラリアの地域リーグ出身で、ヒューム・シティFC、ボックス・ヒル・ユナイテッドSC、プレストン・ライオンズFC、フォークナーSC、ララー・ユナイテッド・スロガSC、アルトナ・マジックSCに在籍した
2023年9月20日、Aリーグのブリスベン・ロアーFCに単年契約で加入した。同シーズンのブリスベン・ロアーの加入選手にはティム・ケーヒルの息子であるシェイ・ケーヒルもいたため、同国のレジェンドの息子が二人同時に加入したと話題になった。
2024年8月21日、FC大阪加入が発表された。

## 所属クラブ
- 2014年  サウス・メルボルンFC
- 2015年 - 2016年  ヒューム・シティFC
- 2017年  ボックス・ヒル・ユナイテッドSC
- 2018年  プレストン・ライオンズFC[4]
- 2018年 - 2019年  フォークナーSC
- 2020年  ララー・ユナイテッド・スロガSC
- 2020年 - 2023年  アルトナ・マジックSC
- 2023年 - 2024年  ブリスベン・ロアーFC
- 2024年7月 -  FC大阪

## 個人成績
| 国内大会個人成績 | 国内大会個人成績 | 国内大会個人成績 | 国内大会個人成績 | 国内大会個人成績 | 国内大会個人成績 | 国内大会個人成績 | 国内大会個人成績 | 国内大会個人成績 | 国内大会個人成績 | 国内大会個人成績 | 国内大会個人成績 |
| 年度             | クラブ           | 背番号           | リーグ           | リーグ戦         | リーグ戦         | リーグ杯         | リーグ杯         | オープン杯       | オープン杯       | 期間通算         | 期間通算         |
| 年度             | クラブ           | 背番号           | リーグ           | 出場             | 得点             | 出場             | 得点             | 出場             | 得点             | 出場             | 得点             |
| オーストラリア   | オーストラリア   | オーストラリア   | オーストラリア   | リーグ戦         | リーグ戦         | リーグ杯         | リーグ杯         | FFA杯            | FFA杯            | 期間通算         | 期間通算         |
| ---------------- | ---------------- | ---------------- | ---------------- | ---------------- | ---------------- | ---------------- | ---------------- | ---------------- | ---------------- | ---------------- | ---------------- |
| 2023-24          | ブリスベン       | 8                | Aリーグ          | 16               | 3                | -                | -                | 2                | 0                | 18               | 3                |
| 日本             | 日本             | 日本             | 日本             | リーグ戦         | リーグ戦         | リーグ杯         | リーグ杯         | 天皇杯           | 天皇杯           | 期間通算         | 期間通算         |
| 2024             | FC大阪           | 81               | J3               |                  |                  | -                | -                | -                | -                |                  |                  |
| 通算             | オーストラリア   | オーストラリア   | Aリーグ          | 16               | 3                | -                | -                | 2                | 0                | 18               | 3                |
| 通算             | オーストラリア   | オーストラリア   | NPLV             |                  |                  |                  |                  |                  |                  |                  |                  |
| 通算             | 日本             | 日本             | J3               |                  |                  | 0                | 0                | 0                | 0                |                  |                  |
| 総通算           |                  |                  |                  |                  |                  |                  |                  |                  |                  |                  |                  |

出場歴
- Jリーグ初出場 - 2024年9月7日 J3 第27節 AC長野パルセイロ戦（長野Uスタジアム）